# Миньковский, Александр Захарьевич
Александр Захарьевич Минько́вский (укр. Олександр Захарович Міньківський; 1900—1979) — украинский советский хоровой дирижёр, педагог. Народный артист СССР (1960).

## Биография
Родился 12 (25) декабря 1900 года в селе Снежная Российской империи (ныне Винницкая область, Украина) в семье сельского учителя и дьяка.
С 6 лет учился в церковно-приходской школе, где пел в хоре, овладел игрой на скрипке. С 10 лет учился в Киевском духовном училище. Стал участником большого детского симфонического оркестра. Через год учёбы ему дали первое соло в концерте из сочинений Д. Бортнянского. Затем учился в двухклассной учительской школе, где по его инициативе ученики создали инструментальный ансамбль. Овладел дирижированием и когда в 1916 году учителя пения мобилизовали на фронт, возглавил хор школы. Самостоятельно постепенно научился гармонизировать революционные песни на злобу дня и 1 мая 1917 года хор, под его руководством, успешно выступил на манифестации, исполняя гармонизированные им «Марсельезу», «Варшавянку» и «Смело у ногу идём».
Среднее образование получил в Киевской педагогической школе в 1921 году, где изучал пение и нотную грамоту у К. Г. Стеценко, помогал тому в руководстве семинарским хором. Со временем хором стал руководить Н. Д. Леонтович, у которого учился делать гармонизации и обработки народных песен.
В 1930 году окончил дирижёрский факультет Высшего музыкально-драматического института имени Н. В. Лысенко у С. Ф. Тележинского.
После окончания консерватории преподавал в музыкальных и педагогических учреждениях Киева.
В 1934—1941 годах — художественный руководитель и главный дирижёр хоровой капеллы Украинского радиокомитета, в 1942—1944 — научный сотрудник Академии наук Украинской ССР, в 1943—1946 — заместитель художественного руководителя, директор и дирижёр Украинского государственного народного хора.
В 1946 — 1974 годах — художественный руководитель и главный дирижёр Государственной капеллы бандуристов УССР.
Гастролировал с коллективом по городам СССР и за рубежом: ПНР, СРР (обе 1954), Чехословакия, НРБ, Япония.
С 1951 года преподавал в Киевской консерватории (с 1960 — заведующий кафедрой дирижирования, с 1965 — профессор).
Автор обработок украинских народных песен, статей по вопросам музыки. Составитель нотных сборников для хоровых коллективов («Украинские классические хоры», 1955), ансамблей и капелл бандуристов.
Умер 12 апреля 1979 года в Киеве. Похоронен на Байковом кладбище.

## Награды и звания
- Заслуженный деятель искусств Украинской ССР (1951)[4]
- Народный артист СССР (1960)
- Государственная премия Украинской ССР им. Т. Г. Шевченко (1969) — за концертные программы (1966—1968)
- Орден Ленина (1951)
- Орден Трудового Красного Знамени (1970)
- Медаль «В ознаменование 100-летия со дня рождения Владимира Ильича Ленина»
- Медаль «За доблестный труд в Великой Отечественной войне 1941—1945 гг.»

## Память
- В Киеве, на улице Шота Руставели, 26, где с 1959 по 1979 год жил дирижёр, 17 марта 1981 года установлена мемориальная доска (бронза; барельеф; скульптор И. В. Макогон, архитектор И. Я. Жилкин).